# Georg Dasen
Georg Dasen, auch Georg Dasenius bzw. Georg Dase (* 1568 in Sternberg; † 27. April 1643 in Rostock) war ein deutscher Mathematiker, Hochschullehrer und Rektor.

## Leben
Georg Dasen war ein Sohn des evangelisch-lutherischen Theologen Joachim Dasenius († 1611) und dessen Frau Hermingard, geb. Leetzke. Noch in seinem Geburtsjahr übernahm der Vater als Pastor die Kirchengemeinde Prestin. Dasen studierte ab 1586 an der Philosophischen Fakultät der Universität Rostock. Am 24. April 1595 wurde er unter Dekan Erasmus Stockmann zum Bakkalar und Magister art. promoviert. 1596 wurde er von Nikolaus Willebrand in die Phil. Fakultät recipiert. Nachdem er bis 1604 als Privatdozent tätig gewesen war, wurde er 1605 zum rätlichen öffentlichen Professor der Niederen Mathematik berufen. 1624 erhielt er die rätl. ordentliche Professur der Moral und war von 1632 bis 1643 erneut als rätl. Professor der Mathematik tätig. Während dieser Jahre wurde er elfmal Dekan der Philosophischen Fakultät und war zudem 1611/12 und 1635/36 Rektor der Universität.
Georg Dasen war ab ca. 1602 verheiratet mit Elisabeth Holstein (1573–1632) und in zweiter Ehe ab 1633 mit Anna Dörcks, verw. Wagner. Der ersten Ehe entstammten die Söhne Joachim (1602–1646), dieser wurde Sekretär der Universität Rostock, und Johann (1605–1628).

## Schriften (Auswahl)
- Disputatio Anniversaria De Aestu Maris Eiusque Causis. Pedanus, Rostock 1612
- Christliche betrachtunge und einfeltiger Bericht und gründliche erklerung Des Cometen oder Geschwantzeten Fewrsterns, welcher sich als ein sonderlich Zeichen des gefasseten Zorns Gotts im Monat Novembri dieses 1618. Jahrs in hemisphærio boreali hat sehen lassen, gestellet durch M. Georgium Dasenium Professorem Mathematum Publicum in der Universitet zu Rostock. Fueß, Rostock 1618